# الرحمانية (الدقهلية)
قرية الرحمانية هي إحدى القرى التابعة لمركز ميت غمر في محافظة الدقهلية في جمهورية مصر العربية. حسب إحصاءات سنة 2006، بلغ إجمالي السكان في الرحمانية 11489 نسمة، منهم 5834 رجل و5655 امرأة.